# Chimkinská přehradní nádrž
Chimkinská přehrada (rusky Химкинское водохранилище) je přehradní nádrž na území Moskevské oblasti a hlavního města Moskvy v Rusku. Má rozlohu 4 km². Je 9 km dlouhá a maximálně 0,8 km široká. Průměrná hloubka je 7 m. Má objem 29 miliónů m³.

## Vodní režim
Nádrž na řece Chimce (přítok Moskvy) za přehradní hrází Chimkinského hydrouzlu (Tušinského) byla naplněna v roce 1937.
Je jednou z řady nádrží, které zadržují vodu pro Moskevský průplav. Na březích nádrže se nacházejí Severní říční přístav, Chimkinské říční nádraží a komplexy vodních sportů.